# Джеймс-Сити (округ)
Округ Джеймс-Сити (англ. James City County) располагается в США, штате Виргиния. По состоянию на 2010 год, численность населения составляла 67 009 человек.

## География
По данным Бюро переписи США, общая площадь округа равняется 464 км², из которых 368 км² суша и 96 км² или 20,5 % это водоёмы.

### Соседние округа
- Нью-Кент (Виргиния) — северо-запад
- Кинг-энд-Куин (Виргиния) — северo-восток
- Глостер (Виргиния) — северo-восток
- Йорк (Виргиния) — восток
- независимый город Уильямсберг — восток
- независимый город Ньюпорт-Ньюс — юго-восток
- Сарри (Виргиния) — юго
- Чарльз-Сити (Виргиния) — запад

## Демография
По данным переписи населения 2010 года в округе проживает 67 009 жителей в составе 19 003 домашних хозяйств и 13 986 семей. Плотность населения составляет 130 человек на км². На территории округа насчитывается 20 772 жилых строений, при плотности застройки 56 строений на км². Расовый состав населения: белые — 80,3 %, афроамериканцы — 13,1 %, коренные американцы (индейцы) — 0,3 %, азиаты — 2,2 %, гавайцы — 0,1 %, представители других рас — 1,4 %, представители двух или более рас — 2,6 %. Испаноязычные составляли 4,5 % населения.
В составе 30,50 % из общего числа домашних хозяйств проживают дети в возрасте до 18 лет, 61,80 % домашних хозяйств представляют собой супружеские пары проживающие вместе, 8,90 % домашних хозяйств представляют собой одиноких женщин без супруга, 26,40 % домашних хозяйств не имеют отношения к семьям, 21,40 % домашних хозяйств состоят из одного человека, 9,00 % домашних хозяйств состоят из престарелых (65 лет и старше), проживающих в одиночестве. Средний размер домашнего хозяйства составляет 2,47 человека, и средний размер семьи 2,86 человека.
Возрастной состав округа: 23,30 % моложе 18 лет, 6,40 % от 18 до 24, 27,30 % от 25 до 44, 26,10 % от 45 до 64 и 16,80 % от 65 и старше. Средний возраст жителя округа 41 лет. На каждые 100 женщин приходится 93,90 мужчин. На каждые 100 женщин старше 18 лет приходится 91,00 мужчин.
Средний доход на домохозяйство в округе составлял 55 594 USD, на семью — 66 171 USD. Среднестатистический заработок мужчины был 43 339 USD против 27 016 USD для женщины. Доход на душу населения составлял 29 256 USD. Около 6,40 % семей и 4,10 % общего населения находились ниже черты бедности, в том числе — 7,30 % молодежи (тех кому ещё не исполнилось 18 лет) и 4,80 % тех кому было уже больше 65 лет.